# Marion Siéfert
 (mars 2021).
 (mars 2021).
La mise en forme du texte ne suit pas les recommandations de Wikipédia : il faut le « wikifier ».
Les points d'amélioration suivants sont les cas les plus fréquents :
- Les titres sont pré-formatés par le logiciel. Ils ne sont ni en capitales, ni en gras.
- Le texte ne doit pas être écrit en capitales (les noms de famille non plus), ni en gras, ni en italique, ni en « petit »…
- Le gras n'est utilisé que pour surligner le titre de l'article dans l'introduction, une seule fois.
- L'italique est rarement utilisé : mots en langue étrangère, titres d'œuvres, noms de bateaux, etc.
- Les citations ne sont pas en italique mais en corps de texte normal. Elles sont entourées par des guillemets français : « et ».
- Les listes à puces sont à éviter, des paragraphes rédigés étant largement préférés. Les tableaux sont à réserver à la présentation de données structurées (résultats, etc.).
- Les appels de note de bas de page (petits chiffres en exposant, introduits par l'outil «  Source ») sont à placer entre la fin de phrase et le point final[comme ça].
- Les liens internes (vers d'autres articles de Wikipédia) sont à choisir avec parcimonie. Créez des liens vers des articles approfondissant le sujet. Les termes génériques sans rapport avec le sujet sont à éviter, ainsi que les répétitions de liens vers un même terme.
- Les liens externes sont à placer uniquement dans une section « Liens externes », à la fin de l'article. Ces liens sont à choisir avec parcimonie suivant les règles définies. Si un lien sert de source à l'article, son insertion dans le texte est à faire par les notes de bas de page.
- La présentation des références doit suivre les conventions bibliographiques. Il est recommandé d'utiliser les modèles {{Ouvrage}}, {{Chapitre}}, {{Article}}, {{Lien web}} et/ou {{Bibliographie}}. Le mode d'édition visuel peut mettre en forme automatiquement les références.
- Insérer une infobox (cadre d'informations à droite) n'est pas obligatoire pour parachever la mise en page.

Pour une aide détaillée, merci de consulter Aide:Wikification.
Si vous pensez que ces points ont été résolus, vous pouvez retirer ce bandeau et améliorer la mise en forme d'un autre article.
Pour les articles homonymes, voir Siefert.
Marion Siéfert est une metteuse en scène française. Elle est fondatrice de la compagnie Ziferte Productions et artiste associée à La Commune - CDN d’Aubervilliers, au CNDC d'Angers et au Parvis-Scène nationale Tarbes-Pyrénées.

## Biographie
Marion Siéfert est autrice, metteuse en scène et performeuse. Son travail est à la croisée de plusieurs champs artistiques et théoriques et se réalise via différents médiums : spectacles, films, écriture. 
En 2015-2016, elle est invitée dans le cadre de son doctorat à l’Institut d’études théâtrales appliquées de Gießen (Allemagne). Elle y développe son premier spectacle, "2 ou 3 choses que je sais de vous", dans lequel elle ausculte le public à travers les traces qu'il laisse sur les réseaux sociaux.
En 2018, elle crée "Le Grand Sommeil", avec la chorégraphe et performeuse Helena de Laurens (La Commune - CDN d’Aubervilliers , Festival d’Automne) : l'histoire vraie d'une pièce qui n'aura jamais lieu, où une jeune femme vampirise une petite fille, et simultanément lui rend grâce en la faisant apparaître dans le moindre point de suspension.
Avec le cinéaste Matthieu Bareyre, réalisateur du film L'Époque, ils ont co-signé ensemble Pièce d’actualité n°12 : DU SALE !, un duo pour la rappeuse Original Laeti et la danseuse Janice Bieleu (La Commune, CDN d’Aubervilliers). Pour cette pièce, en "amenant au théâtre, ce qui en est exclu", elle reçoit le Grand Prix du Jury au Festival européen Fast Forward de Dresde (Allemagne).
En 2020, sa pièce jeanne dark jouée par Helena de Laurens est le premier spectacle de théâtre à être aussi un live Instagram. Grâce à cette présence sur les réseaux sociaux, le spectacle continue de jouer malgré la crise du Covid impactant les saisons 2020 et 2021 des théâtres.
En 2023, la pièce Daddy qu'elle écrit avec le cinéaste Matthieu Bareyre met en scène Mara, 13 ans, vit en province et s’ennuie dans une existence familiale banale et assez précaire. Mara se réfugie dans les jeux vidéo, elle y fait la rencontre d'un homme ayant le double de son âge. Pour lui et la vie parfaite qu’il lui fait miroiter, elle va tenter sa chance dans un jeu tout autre, au nom évocateur de « Daddy ». S’inventant un avatar qui lui ressemble et monnayant son corps numérique, Mara, pour prouver sa valeur et montrer que les autres ont raison de parier sur elle, va devoir se soumettre à des épreuves de plus en plus troubles. 

## Spectacles (sélection)

### Mise en scène
- 2015 : Deux ou trois choses que je sais de vous
- 2018 : Le Grand Sommeil, avec Helena de Laurens
- 2019 : Pièce d’actualité n°12 : DU SALE ! avec la rappeuse Original Laeti et la danseuse Janice Bieleu
- 2020 : Jeanne Dark, avec Helena de Laurens
- 2023 : Daddy, avec Émilie Cazenave, Lou Chrétien-Février, Jennifer Gold, Lila Houel, Louis Peres, Charles-Henri Wolff

## Distinction
- 2019 : Grand Prix du Jury au Festival européen Fast Forward de Dresde (Allemagne).